# 耿福
耿福（12世纪？—1233年），蒙古帝国初期漢人将领，束鹿县（今河北省辛集市）人。
束鹿县原属鉅鹿郡，《耿公先世墓碑》记载耿福先祖耿彦明移住束鹿县良馬鎮，以後代子孫于是在束鹿县务农。1211年（辛未）成吉思汗攻打金朝，1214年（貞祐二年、甲戌）金朝朝廷与蒙古议和，強行遷都開封，即貞祐南遷。遷都后，蒙古軍再次南侵，朝廷舍弃的黄河以北，行政機構崩溃，盗賊横行。耿福所住的束鹿县官吏持印逃走，束鹿县百姓推戴耿福摄县事。耿福起初固辞，父老子弟相率陳請，于是约定：「勿陵寡弱，勿取非義，勿犯非礼，勿遊手棄本業」。耿福問：「你们能听我的命令吗？」众人答道：「惟公所命是从。」耿福于是接受县事。耿福号令明信，境内肃然，盜不敢来犯。
《耿公先世墓碑》记载耿福在1213年（元太祖八年）国王木华黎率蒙古軍来攻束鹿时投降。与1214年、貞祐南遷後被推戴为束鹿县主的记录相矛盾。《耿公先世墓碑》记载「明年春」派遣使者至冀州，金朝節度使武仙閉城不纳使者，木华黎大怒，命耿福討伐武仙。其他史料认为此事发生在1219年（己卯），《紫山大全集》中《王公行状》记载1218年（戊寅）木华黎属下王義攻打束鹿。《耿公先世墓碑》中记载的「太祖八年（1213年）耿福投降蒙古軍可能是誤記，应该是1218年（戊寅）木华黎属下王義攻打束鹿，耿福在此时才投降蒙古軍。
1219年春，耿福受命討伐武仙，耿福以为用兵苦民，提出派遣使者招降，事情不成失敗，興兵不迟。耿福自携檄书前往冀州，城主犹疑说：「耿福若派遣亲信来，我即投降。」耿福派妻兄董善进入冀州，确认耿福的誠意后，城主開城投降，于是平定冀州。耿福随后觐见成吉思汗，被赐给金织衣一袭、名马二匹、鞍勒具，拜为鎮国上将軍、安定州節度使，授金虎符。
1219年秋，武仙攻打蒙古占领的地区，耿福与他大小三十餘战，没有受挫。武仙于是用火砲攻束鹿北門，城中火起。耿福在真武殿祈祷，風雨忽起，城内火消。武仙愕然，退却三十里。当时，成吉思汗派刘仲禄率兵迎请丘处机，路过安平。耿福对属下将士说：「劉便宜（劉仲禄）率精兵来援，定在明日破贼。士卒立功、在此一举。」耿福属下将士士气百倍，夜半，耿福分兵三隊，秘密出城。鳴鑼击鼓，急攻武仙軍。武仙軍大驚，弃营逃走。耿福率领精鋭三千追击，斬首数千得勝。尽獲其輜重、兵甲。武仙逃走後，不敢再攻束鹿。耿福威名大振。以後，周边州府争相归顺耿福，他向顺天元帅張柔報功，于是被任命为輔国上将軍。
1233年（癸巳）二月耿福患病，二十五日病危，他对儿子们说：「我起家壟畝，身经百战。誓捐軀死国事，不意獲没牖下。今天下平定，汝等但读書力田，乡里称善、吾死不恨矣。」言畢去世，時年四十九岁。翌月三月二日葬在良馬鎮。
後来耿福曾孫耿煥官至中書左丞，请翰林待講学士张起岩书写耿福功绩的《耿公先世墓碑》于1335年（後至元元年、乙亥）閏十二月二十一日树立。
耿福先娶董氏，後娶張氏。有子四人，耿孝祖承袭束鹿軍民長官，贈嘉議大夫、礼部尚書、上轻車都尉、追封高陽郡侯；耿紹祖，官至束鹿县尉；耿彧；耿沖。女儿二人，長女嫁给藁城漢人世侯王善之子王慶滋，次女嫁给寧普漢人世侯王義之子王楫。
耿孝祖在1264年（至元元年/甲子）七月初七日五十五岁时去世，葬在父亲墓旁。耿孝祖娶崔氏（追封河南郡夫人）、張氏、李氏，生子八人：耿继先、耿继初、耿继元、耿继明、耿继亨、耿继荣、耿继昌、耿继安。耿继元之子即耿煥。耿孝祖女儿三人、長女嫁给牛仁，次女嫁给酒醋税務副使李泰，三女嫁给李紹先。